# 约翰·昆西·亚当斯
约翰·昆西·亚当斯（John Quincy Adams，1767年7月11日—1848年2月23日），美国第六任总统（1825年－1829年），他还担任过外交官，参议员和众议院议员。他是第二任美国总统约翰·亚当斯及第一夫人艾碧該·亞當斯的长子。

## 早期经历
從小隨著當時前往法國處理外交事務的父親约翰·亚当斯，並在國外待了七年。其間在巴黎外郊帕舍學院（the Passy Academy）接受正式教育，十三歲就進入荷蘭萊登大學學習古典語文，1781年由於熟練的法語而被選為美國外交官弗朗西斯·德奈秘書，前往俄國希望說服當時的女皇凱瑟琳二世承認美國的獨立但未果，在1783年隨父和班傑明·富蘭克林前往法國和英國簽訂巴黎條約，結束美國獨立戰爭。

## 初步參涉政治
在進入政治領域之前，他曾擔任過老師、律師，由於時常在報紙上發表意見支持喬治·華盛頓的政策而受後者注意，於1794年被其任命為駐荷公使，主要任務為監督對荷借款的還清與關注法國大革命中美國僑民的安全。後調任出使葡萄牙，隨即又改調到德國。
1803年代表麻州成為參議員，因多次支持傑佛遜政府的政策（如路易斯安那購地）而被迫辭職，1809年詹姆斯·麥迪遜接任總統，任命其為駐俄大使，其間與俄皇亞歷山大一世交好，並為美爭取了在波羅的海的沿岸經商權，且透過俄施壓使被丹麥扣押的美船得以釋放，在1812年的英美戰爭結束後與英簽署合約，歸還彼此佔領的土地。

## 擔任国务卿
在詹姆斯·门罗時期擔任美国国务卿，並发展“门罗主义”，包括和英訂簽訂《1818年條約》，確保美在加拿大的東岸有捕魚權以及對俄勒岡的主權、1819年與西班牙簽訂《亞當斯-奧尼斯條約》，買下佛羅里達。

## 总统任期
1824年美國總統選舉中，無人獲得過半選舉人票，因此依據憲法第十二條修正案，由眾議院在得票前三位的候選人中投票，選出亚当斯為總統，他成為美国历史上第一位父子皆擔任過总统的总统。1825年提出要建設鐵路和運河串聯的運輸動線、建設更多公立大學，並成立一座天文台以研究外太空。
1828年提出要對進口製造品收取高額關稅，然而由於進口原料是否收稅的問題而造成人民反感，並導致其在1828年美國總統選舉中競選連任失敗。

## 众议院议员生涯
約翰·昆西·亞當斯在競選總統連任失敗之後，於1830年代表麻州當選國會眾議員，是唯一一位当选美国众议员的卸任总统。

### 廢奴運動
1841年，他與年輕律師包德溫（Roger Sherman Baldwin）在Amistad運奴船叛亂案審判時，在大法官面前重新闡述美國開國先賢人道主義，民主精神，他一一拍著殿堂中美國立國時歷任「祖靈們」雕像後，因此約翰昆西亞當斯所提起美國立國的價值被重新呼喊出來，最後大法官宣判運奴船「La Amistad」黑人們勝訴。為廢除奴隸制踏出第一步。

## 逝世與紀念
1846年11月中旬，這位78歲的前總統中風，使他身體部分發生癱瘓。經過幾個月的休養，他完全康復並恢復了在國會的職務。1847年2月13日，亞當斯進入眾議院時，每個人都「站起來鼓掌」。
1848年2月21日，在眾議院與其他議員激烈辯論過程中，他的腦溢血突然再度發作，2日後病逝。
約翰·昆西·亞當斯在1843年拍攝的一張達蓋爾銀版照片，被認為是第一張美國總統留下的現代攝影相片。亚当斯欣赏这个新发明，在晚年最后几年里，他拍了多张肖像照。但是，从他的日记中可以看出，他对这些照片不甚满意——认为它们“很难看”，“过于真实”。在1843年拍下这张照片后不久，亚当斯把它送给了一位国会议员同事霍勒斯·埃弗里特（Horace Everett）。后来照片不知下落，直到埃弗里特的后人重新发现并将它拍卖，美國国家肖像馆于2017年将它收为馆藏。
亚当斯父子曾经长时间是美国唯一的父子总统，记录在百多年后才被布什父子打破。